# Grigorij Ottonovics Mjobesz
Grigorij Ottonovics Mjobesz (sok helyütt röviden: G. O. Mebes; Riga, 1868 – Uszty-Sziszolszk, 1930) matematikaprofesszor, nyelvtanár, továbbá az orosz szabadkőművesség és martinizmus vezető alakja volt. A nyugati ezotéria alapjain nyugvó beavató iskolát alapított Szentpéterváron. Közismert és köztiszteletben álló személyiség volt az akkori orosz fővárosban.

## Polgári élete
Grigorij Mebesz 1891-ben diplomázott a Szentpétervári Egyetem Matematika és Fizika Karán. 1892-től 1904-ig matematikát tanított több reáliskolában és gimnáziumban. 1904 és 1905 között matematikát, fizikát és francia nyelvet tanított Carszkoje Szelo, a "cári falu" reálgimnáziumában, valamint fizikát a Közoktatási Minisztérium női iskolájában. 1905 és 1917 között a Nyikolajevszk hadapródiskolában matematikát tanított.
Első felesége Olga Jevgrafovna Nagornova volt, akitől 1912-ben elvált. Második felesége Maria Nyesztyerova volt. Mindkettő aktív volt okkult területen.
1917 október után az 1920-as évek közepéig matematikatanárként dolgozott a 11. számú szovjet munkásiskolában (volt Vitebszk gimnáziumban).

## Martinista Rend
Grigorij Mebesz 1910-ben ismerkedett meg a "Martinista Rend Orosz és Lengyel Általános Legátus"-ával, Czesław Czyński-vel(pl), aki ezt a titulust csak néhány hónappal azelőtt kapta meg Párizsban, magától a Rend vezetőjétől Papus-től. A lengyelre nagy hatást tett Mebesz mély elkötelezettsége az okkultizmus irányában, ezért habozás nélkül felajánlotta számára az "Ismeretlen Feljebbvaló" fokozatot (ez teljes beavatást jelentett a martinizmusba), illetve "a Párizsi Magasabb Hermetikus Iskola tiszteletbeli doktori" címét.
1910 augusztus 5-én már Mebes nyitotta meg hivatalosan Vlagyimirben a "Szent János Apostol" nevű martinista páholyt, mely 1911-ben Moszkvába költözött át. Még 1910 végén Mebesz elnyerte a Martinista Rend szentpétervári ágának "Általános Felügyelő" tisztségét, mely anya-páholy felvette a "Tyanai Apollonius Nagypáholy" nevet, több kisebb páholyt egyesítve.
1911 és 1912 között okkultizmusról szóló előadássorozatot tartottak Szentpéterváron, mely szinte teljes egészében Papus elképzelésein alapult. Az előadásokat Papus egyik tanítványa tartotta és könyv formájában is publikálták őket, mely nagy népszerűségnek örvendett és számos méltatást kapott.
1912-ben Mebesz megkísérelte az orosz martinista páholyokat a saját irányítása alá vonni, mely tervét megosztotta Petr Mihajlovics Kaznacsejev(ru) (1854—1931) rendtársával, akinek köszönhetően az hamarosan Czyński fülébe jutott. Czyński azonnal megvont Mebestől minden felhatalmazást és jogosítványt és azokat Kaznacsajevre ruházta. Erről 1913-ban egy hivatalos közleményt is kiadott a Martinista Rend Legfelsőbb Tanácsa, továbbá ebben kinyilvánította Mebesz Apollonius Páholyának megszűntét.

## Autonóm martinista szervezet
1913-ban a Mebesz által vezetett szentpétervári martinisták templomos színezetű, autonóm orosz martinista szervezetet (beavató iskolát) alakítottak ki "О.М.О.Р." ("Автономный разряд мартинизма русского послушания") néven, melynek "Láthatatlan Mestere", illetve "Atyja" természetesen Grigorij Mebes lett. Az Apollonius Páholy átalakult "Orosz Nagypáhollyá". Hírújságot is indítottak "Изида" ("Ízisz") néven.
Alapvető ellentét feszült a szentpétervári és a moszkvai "testvérek" között. A Czyński felügyelete alatt maradt moszkvaiak, Kaznacsejev vezetésével a beavatási tradíciót helyezték előtérbe, mely közelebb állt a filozofikus szabadkőművességhez. Ehhez képest G. O. Mebes az okkult tudás önálló elsajátításának elsődlegességét hangsúlyozta. Végül 1915-ben a német hadsereg Varsó alá érkezésével Czyński átruházta orosz legátusi hatásköreit Kaznacsejevre. 1916-ban "pétervári rend" átalakult "Keleti Szertartásrendű Martinista Renddé".
Az 1917-es októberi orosz forradalom nyomán kiépült szovjet-hatalom megtiltotta okkult szervezetek működését, így a martinizmus illegalitásba kényszerült Szovjet-Oroszországban, de tevékenységük még évekig folytatódott. 1918 és 1921 között Mebes előadásokat tartott a Zóhárról, felesége pedig vallástörténetről. Elméleti tanulmányok mellett gyakorlati tanítás is folyt az "iskolában", annak érdekében, hogy a rendtagok telepatikus és pszichometriai képességeit fejlesszék.

## Letartóztatások
1926. április 16-17-én - egy rendtársuk meggondolatlansága folytán - az OGPU (szovjet politikai rendőrség és hírszerző ügynökség) házkutatásokat rendelt el az okkult páholyok legaktívabb tagjai lakásain. A biztonsági tisztek le voltak döbbenve a hatalmas mennyiségű szabadkőműves, martinista rituális kellékek, könyvek láttán, melyeket azonnal lefoglaltak. A helyzetet csak súlyosbította volna, ha megtalálják Mebesz lakásán a szabadkőműves szentélyt és oltárt, így azokat még időben megsemmisítették. Ezek után az összes rendtagot beidézték hatósági kihallgatásra, melynek nyomán letartóztattak mindenkit, aki köthető volt a "beavató iskolához". 1926. május 20-án Mebeszt, a feleségét és más okkultistákat három évi száműzetésre ítélték. Mebeszt az uszty-sziszolszki munkatáborba (azaz a Gulagra) deportálták.
Az eseményről csak 1928 közepén hozott le egy hírt a "Leningradskaya Pravda" és a "Krasnaya Zvezda", tele képtelen rágalmakkal, mint amilyen például a vérrel megpecsételt eskü, vagy a "fekete okkultizmus" vádja.

## Halála
Mebesz halálának pontos helye és ideje nem ismert, valószínűsíthetően az uszty-sziszolszki munkatáborban halt meg 1930-ban vagy 1934-ben.

## Fordítás
- Ez a szócikk részben vagy egészben  a   G. O. Mebes című angol Wikipédia-szócikk fordításán alapul.  Az eredeti cikk szerkesztőit annak laptörténete sorolja fel. Ez a jelzés csupán a megfogalmazás eredetét és a szerzői jogokat jelzi, nem szolgál a cikkben szereplő információk forrásmegjelöléseként.
- Ez a szócikk részben vagy egészben  a(z)   Мёбес, Григорий Оттонович című orosz Wikipédia-szócikk fordításán alapul.  Az eredeti cikk szerkesztőit annak laptörténete sorolja fel. Ez a jelzés csupán a megfogalmazás eredetét és a szerzői jogokat jelzi, nem szolgál a cikkben szereplő információk forrásmegjelöléseként.